# Route européenne 22
Pour les articles homonymes, voir E22 et Route 22.

La route européenne 22 (E22) est une route reliant Holyhead à Ichim en passant par Amsterdam, Riga et Moscou. 
C'est une des plus longues des routes européennes, avec 5320 kilomètres. La plupart de ces routes ont été étendues jusqu'en Asie depuis l'année 2000. Celle-ci l'a été en juin 2002. 

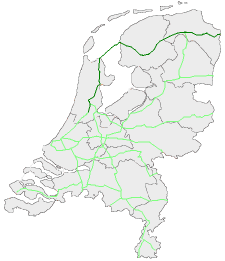
Tracé de l'E22 aux Pays-Bas.

## Galerie de photos

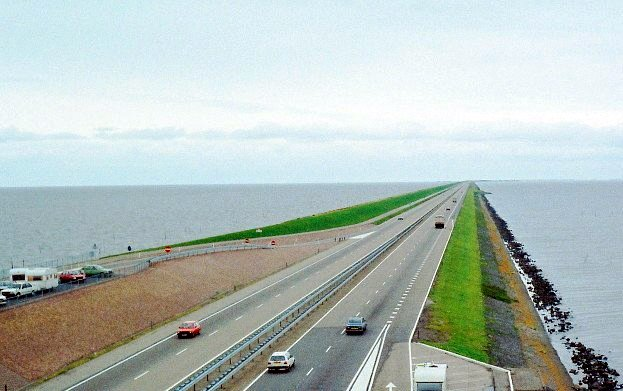
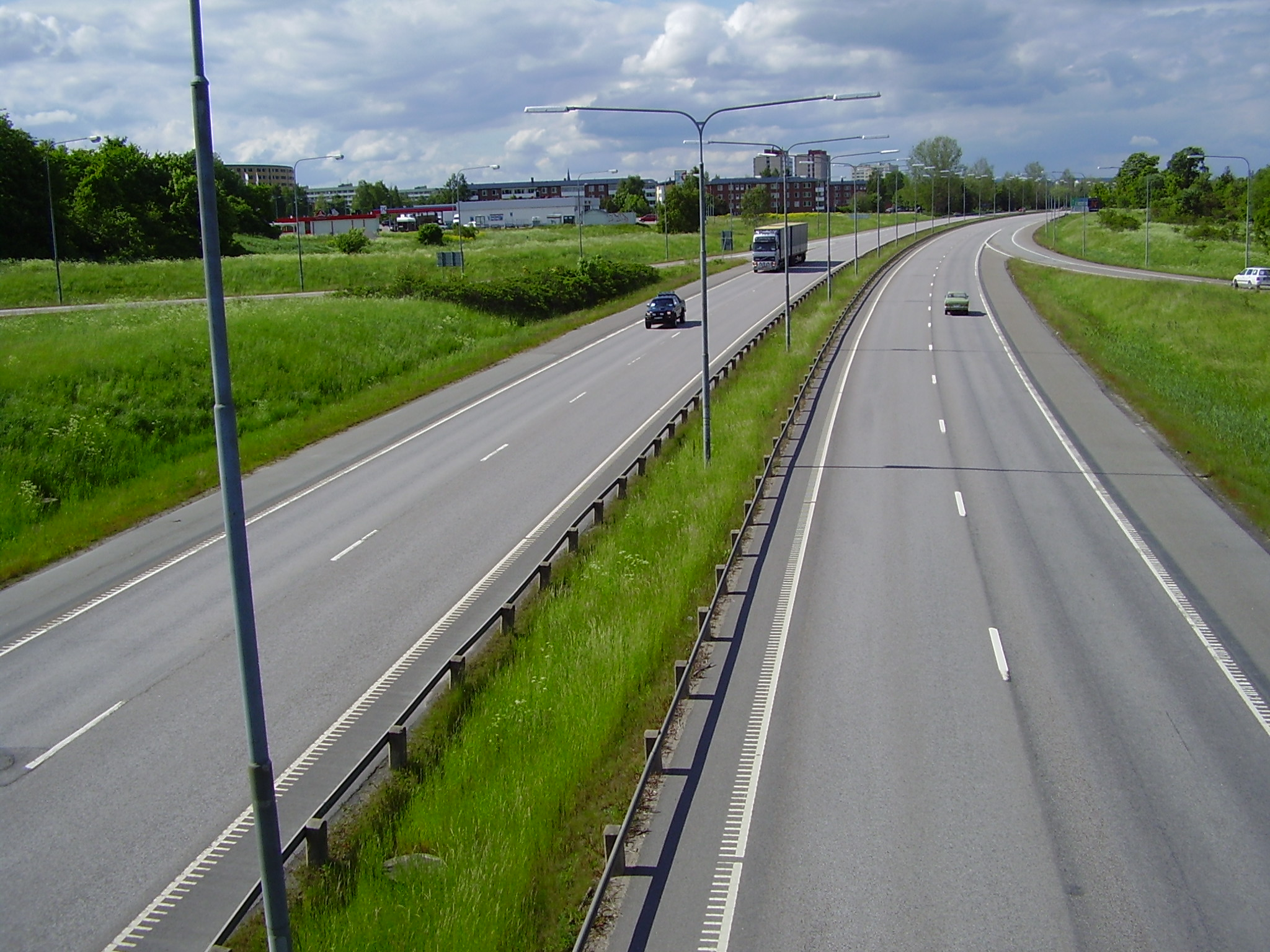